# America (album de Dan Deacon)
Pour les articles homonymes, voir America.
Albums de Dan Deacon
Bromst
(2009) Gliss Riffer
(2015)
Singles
1. Lots
Sortie : 29 mai 2012
2. True Trush
Sortie : 10 juillet 2012

America est un album du musicien américain Dan Deacon, sorti le 27 août 2012 sur le label Domino Records. La couverture de l'album est une photo du Lac Placid

## Enregistrement
'America' a été enregistré à la fois avec des sons électroniques et des sons provenant d'instruments de musiques. Une chambre anechoique a été construite à Baltimore pour enregistrer le morceau "Rail."

## Liste des morceaux
| 1.    | Guilford Avenue Bridge            | 3:50 |
| 2.    | True Thrush                       | 4:44 |
| 3.    | Lots                              | 2:50 |
| 4.    | Prettyboy                         | 5:22 |
| 5.    | Crash Jam                         | 4:31 |
| 6.    | USA I: Is a Monster               | 4:43 |
| 7.    | USA II: The Great American Desert | 7:10 |
| 8.    | USA III: Rail                     | 6:30 |
| 9.    | USA IV: Manifest                  | 3:24 |
| 43:05 |                                   |      |